# Agnes Odhiambo (nhà hoạt động)
Agnes Odhiambo, là một nhà hoạt động nhân quyền nữ, làm việc như một nhà nghiên cứu cao cấp và người ủng hộ quyền của phụ nữ tại Tổ chức Theo dõi Nhân quyền, kể từ năm 2009.

## Gia cảnh và giáo dục
Cô được sinh ra ở Kenya, và cô đã theo học các trường Kenya địa phương cho giáo dục tiền đại học của mình. Bằng Cử nhân Nghệ thuật (BA) của cô được lấy từ Đại học Nairobi. Bằng Thạc sĩ Nghệ thuật (MA) và Tiến sĩ Triết học (Tiến sĩ) của ông đều được lấy từ Đại học Witwatersrand ở Johannesburg, Nam Phi. Nghiên cứu học thuật của cô đề cập đến ảnh hưởng của HIV/AIDS đối với tình dục và giới tính.

## Sự nghiệp
Trước năm 2009, Agnes Odhiambo đã làm việc với các phương tiện truyền thông ở Đông và Nam Phi, để thúc đẩy quyền của phụ nữ. Công việc của cô bao gồm cung cấp không gian cho phụ nữ lên tiếng, bằng cách giám sát các phương tiện truyền thông, đào tạo và nghiên cứu. Sau năm 2009, cô đã viết nhiều về các vấn đề ảnh hưởng đến phụ nữ, bao gồm lỗ rò sản khoa, bạo lực tình dục, phản ứng không thỏa đáng đối với việc lạm dụng bệnh nhân thai sản của các nhân viên y tế ở Nam Phi, và ghi nhận kết quả tiêu cực buộc phải kết hôn và ép buộc trẻ em ở Nam Sudan và Malawi. Bà cũng lên án chỉ thị của tổng thống ở Tanzania cấm sinh viên mang thai từ các trường công lập.